# Psychotria gitingensis
Psychotria gitingensis är en måreväxtart som beskrevs av Adolph Daniel Edward Elmer. Psychotria gitingensis ingår i släktet Psychotria och familjen måreväxter. Inga underarter finns listade i Catalogue of Life.